# PGC 1796683
LEDA/PGC 1796683 ist eine Galaxie im Sternbild Bärenhüter am Nordsternhimmel. Sie ist schätzungsweise 386 Millionen Lichtjahre von der Milchstraße entfernt und hat einen Durchmesser von etwa 275.000 Lichtjahren.
Im selben Himmelsareal befinden sich unter anderem die Galaxien IC 4317, PGC 48479, PGC 1789796, PGC 1798872.